# Бегемот (персонаж)
Кіт Бегемот — літературний персонаж з роману Михайла Булгакова «Майстер і Маргарита».

## Походження образу
За народними повір'ями, чорний кіт є супутником нечистої сили. Біблійний Бегемот (євр. תומהב — форма множини іменника жіночого роду המהב [бегема]) — будь-яка велика чотиринога тварина; серед свійських тварин — велика рогата худоба; у множині може означати якусь велетенську тварину-монстра, символ потуги, непереможності, ненажерливості, флеґматичності, часто ототожнюється з гіпопотамом. У розмовній мові — «скотина». Назва увійшла до всіх європейських мов із транслітерації у латинському перекладі блаженного Єроніма (Vulgata) старозавітної книги Йова (40: 10).

## Походження кота
Бегемот — один з помічників Воланда, котрий постає в образі величезного чорного кота. В Біблії Бегемот наводиться як приклад незбагненності божественного творіння; в той же час Бегемот — одне з традиційних найменувань демона, поплічника сатани.
Бегемот — перевертень, може перебувати в образі «величезного чорного кота з кавалерійськими вусами, що ходить на задніх лапах», але може також виступати у вигляді «низькорослого товстуна в рваній кепці», «з котячою пикою». В образі людини Бегемот влаштовує переполох в будівлі Видовищної інспекції, пожежу в Торгсині і Будинку Грибоєдова, б'є Варенуху в громадському нужнику. Однак в переважній більшості епізодів виступає в котячому єстві, вражаючи людей абсолютно людськими манерами.
Бегемот в романі Булгакова комічно поєднує схильність до філософствування і «інтелігентні» звички з шахрайством і агресивністю. Вперше він виникає в сцені погоні Івана Бездомного за Воландом, причому їде на зчепленні трамвая; потім перед переляканим Стьопою Ліходєєвим п'є горілку, закушуючи її маринованим грибом; разом з Азазелло б'є Варенуху.
Перед сеансом чорної магії Бегемот вражає присутніх, наливаючи і випиваючи склянку води з графина; під час сеансу за наказом Коров'єва (Фагота) відриває голову конферансьє Жоржа Бенгальської, потім повертає її на місце; в кінці сеансу, в розпал скандалу Бегемот наказує диригенту оркестру «урізати марш». Після відвідин Бегемотом кабінету голови Видовищної комісії замість самого голови в його кріслі залишається лише ожилий костюм.